# 콘스탄티노폴리스의 이시도로스 1세
이시도로스 1세(그리스어: Ισίδωρος Α΄, ? – 1350년 2월 또는 3월)는 1347년부터 1350년까지 콘스탄티노폴리스의 총대주교였으며, 그레고리오스 팔라마스의 제자였다.

## 생애
이시도로스는 1290년대 후반에 테살로니카에서 태어났으며, 그는 교사이자 영성 안내자가 되었다.
그는 팔라마스의 제자로서 14세기 중반에 헤시카즘 신학을 두고 그레고리오스 팔라마스와 칼라브리아의 발람 사이의 논쟁에서 발람에게 대항했다.
1345년 당시 모넴바시아의 주교로 선출된 이시도로스와 그의 스승 그레고리오스 팔라마스는 그레고리오스 팔라마스의 반대자였던 요한네스 14세 콘스탄티노폴리스 총대주교가 소집한 반 헤시카스트 교회회의에서 파문되었다.
1347년 2월  요한네스 6세가 소집한 교회회의에서 요한네스 14세는 해임되었고 이시도로스가 다시 돌아와 콘스탄티노폴리스의 총대주교로 요한네스 14세의 뒤를 이어 선출되었다. 이시도로스는 총대주교가 되자 그레고리오스 팔라마스를 감옥에서 석방하고 그를 테살로니카의 대주교로 축성하였다.
총대주교직을 맡은 2년 반 동안 이시도로스는 동방 교회 전체가 팔라미즘 교리를 받아들이도록 노력했다. 이시도로스는 팔라미테 당에서만 주교를 선택했고,  복종하기를 거부하는 사람들에게 가혹한 처벌을 가했다.

## 같이 보기
- 팔라미즘
- 제5차 콘스탄티노폴리스 공의회